# 아일라 톰랴노비치

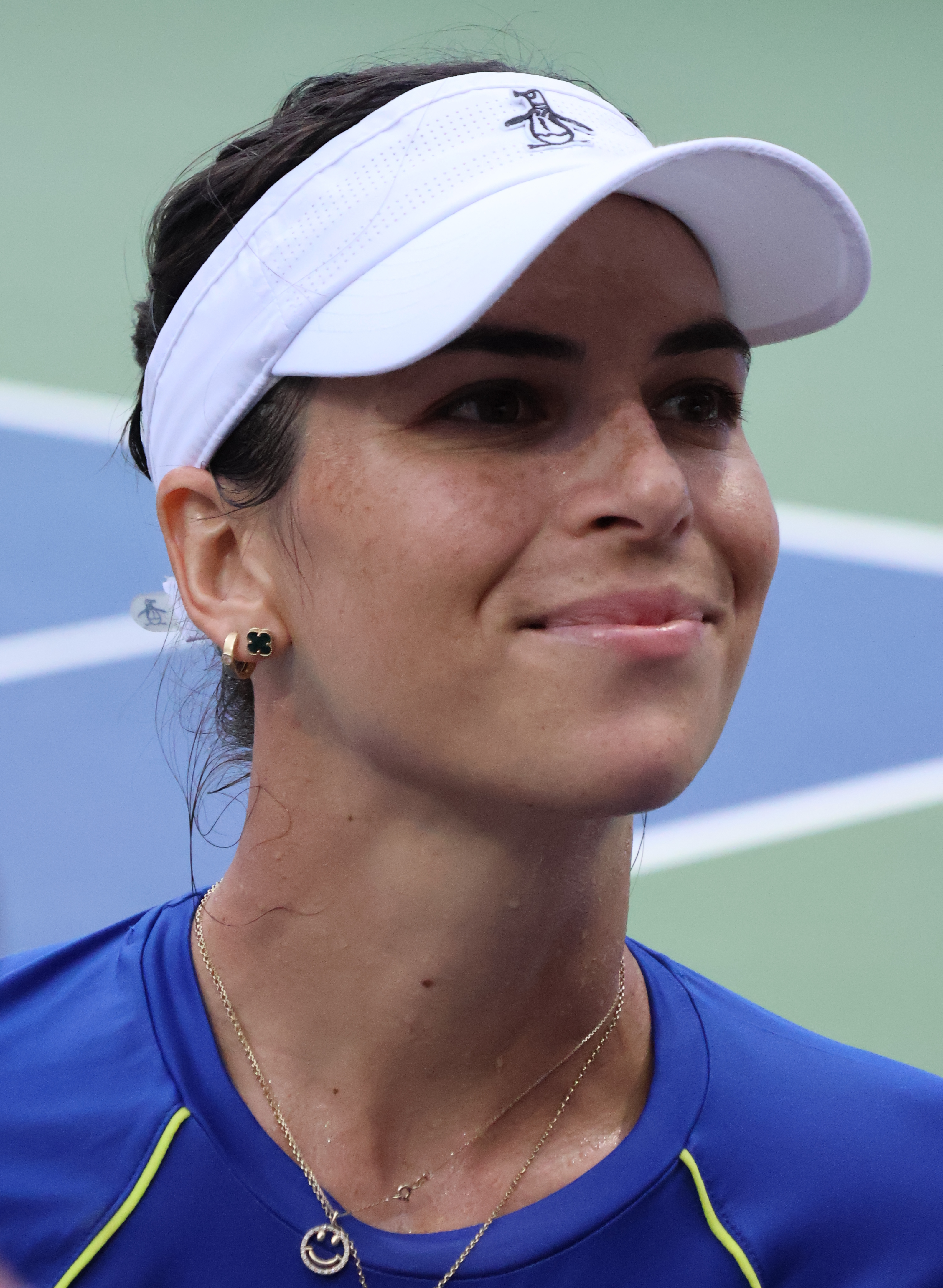
2023년 US 오픈에서

아일라 톰랴노비치(크로아티아어: Ajla Tomljanović, 1993년 5월 7일 크로아티아 자그레브 ~ )는 오스트레일리아의 프로 테니스 선수이다. 2023년 기준 세계 랭킹 23위이다. 본래 크로아티아 출신으로 크로아티아 선수로서 활동했으나, 2014년 이후 오스트레일리아 선수가 되었다.